# Marek Pach
Marek Pach (* 16. Dezember 1954 in Zakopane) ist ein ehemaliger polnischer Skispringer und Nordischer Kombinierer. Er gewann 1976 den polnischen Meistertitel von der Großschanze.

## Werdegang
Pach startete für den Sportverein Wisła-Gwardia Zakopane. 1973 wurde er mit 114 Metern Sprungweite zwischenzeitlich Schanzenrekordhalter der Wielka Krokiew in Zakopane. 
Pach war Teilnehmer bei den Olympischen Winterspielen 1976 in Innsbruck, wo er neben dem Einzelwettkampf im Skispringen auch als Nordischer Kombinierer an den Start ging. Von der Toni-Seelos-Olympiaschanze wurde Pach mit knapp 70 Punkten Rückstand auf den Olympiasieger Karl Schnabl Vierzigster. Beim Wettkampf der Kombinierer konnte er sich nach dem Springen und 15 km Langlauf auf dem 20. Platz einordnen. Seinen größten Erfolg feierte er erst wenige Tage nach den Olympischen Spielen. Bei den Polnischen Meisterschaften gewann er 1976 sowohl den Meistertitel von der Großschanze als auch die Bronzemedaille von der Normalschanze.
Nach seinem Karriereende 1980 wurde Pach Vizepräsident bei Wisła Zakopane und eröffnete zudem ein Sportgeschäft. Als Wettbewerbsmanager war er Teil der Jury bei den Polnischen Skisprungmeisterschaften 2012 in Zakopane.